# Iota Canis Majoris
Iota Canis Majoris è una stella della costellazione del Cane Maggiore. Si tratta di una gigante blu distante circa 2500 anni luce dalla Terra, ed è una stella variabile che in circa 2 ore varia tra le magnitudini 4,36 e 4,4.

## Osservazione
Si tratta di una stella situata nell'emisfero celeste australe; grazie alla sua posizione non fortemente australe, può essere osservata dalla gran parte delle regioni della Terra, sebbene gli osservatori dell'emisfero sud siano più avvantaggiati. Nei pressi dell'Antartide appare circumpolare, mentre resta sempre invisibile solo in prossimità del circolo polare artico. Essendo di magnitudine 4,4, la si può osservare anche dai piccoli centri urbani senza difficoltà, sebbene un cielo non eccessivamente inquinato sia maggiormente indicato per la sua individuazione.
Il periodo migliore per la sua osservazione nel cielo serale ricade nei mesi compresi fra dicembre e maggio; da entrambi gli emisferi il periodo di visibilità rimane indicativamente lo stesso, grazie alla posizione della stella non lontana dall'equatore celeste.

## Caratteristiche fisiche
La sua classificazione stellare è B3Ib-II, cioè a mezza via tra una gigante brillante ed una supergigante del tipo meno luminoso, anche se in diversi casi la stella viene classificata anche di tipo come B3V, come una stella di sequenza principale, o anche di tipo intermedio B3II-III.
È una stella relativamente giovane, circa 16 milioni di anni, ma è comunque in uno stadio evolutivo avanzato perché è una stella di grande massa e dunque con una vita nella sequenza principale piuttosto breve. La sua massa è oltre 12 volte quella solare, il raggio 34 volte superiore, e la sua luminosità, tenendo conto della radiazione ultravioletta emessa, è circa 50000 L⊙.